# Royal Lancers

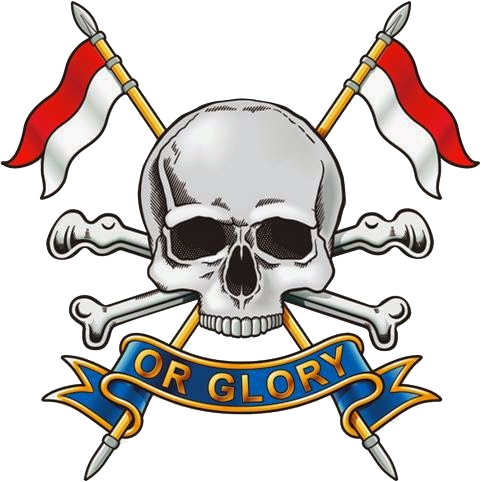
Mützenabzeichen der Royal Lancers

Tactical Recognition Flash der Royal Lancers

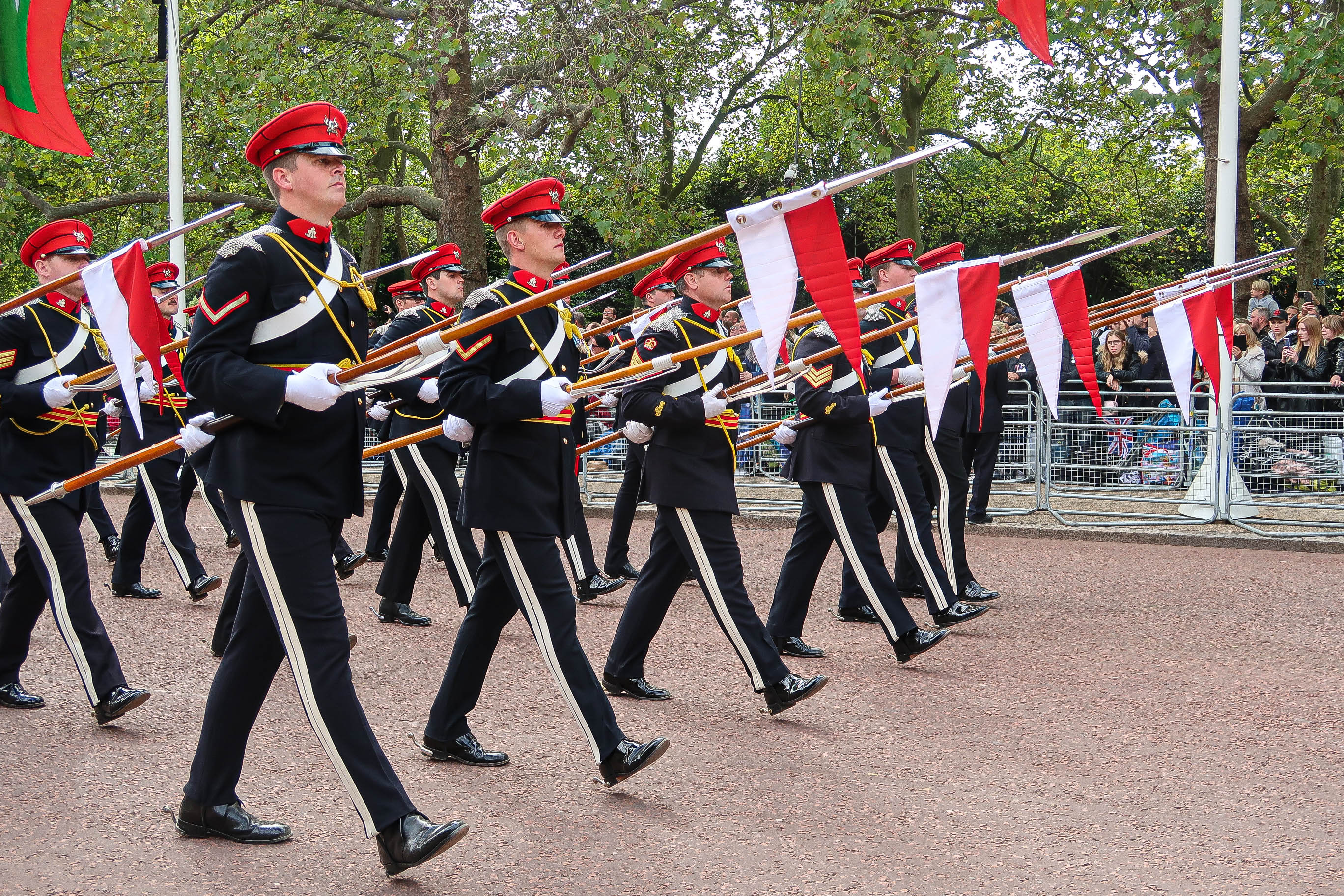
Soldaten der Royal Lancers bei der Bestattung Elisabeths II., 2022

Die Royal Lancers (Queen Elizabeths’ Own) sind ein Kavallerieregiment der britischen Armee, das seit 2015 besteht und Teil des Royal Armoured Corps ist.

## Geschichte
Das Regiment wurde am 2. Mai 2015 gegründet, durch Verschmelzung der Queen’s Royal Lancers mit den 9th/12th Royal Lancers (Prince of Wales’s) im Rahmen der Army-2020-Reformen. Das Regiment führt die Traditionen und Battle Honours seiner Vorgängerregimenter weiter. Das Regiment hieß zunächst Royal Lancers, 2017 wurde der Name zu Royal Lancers (Queen Elizabeths’ Own) erweitert.
Das Regiment ist mit leichten gepanzerten Fahrzeug ausgestattet und Teil des Royal Armoured Corps. Es ist zudem Teil des 1st Deep Reconnaissance Strike Brigade Combat Team, einer im Juli 2022 durch Zusammenschluss der 1st Armoured Infantry Brigade und der 1st Artillery Brigade gegründeten Gefechtsformation.
Seit 2015 werden seine Soldaten in Friedenssicherungs-, Ausbildungs-, Mentoring- und Unterstützungseinsätzen in Bosnien, Kosovo, Zypern, Kenia, Polen, der Ukraine und Südkorea eingesetzt.

### Traditionslinien
| 16th The Queen’s Lancers               | 16th/5th The Queen’s Royal Lancers         | Queen’s Royal Lancers                      | Royal Lancers (Queen Elizabeths’ Own) |
| 5th (Royal Irish) Lancers              | 16th/5th The Queen’s Royal Lancers         | Queen’s Royal Lancers                      | Royal Lancers (Queen Elizabeths’ Own) |
| 17th (Duke of Cambridge’s Own) Lancers | 17th/21st Lancers                          | Queen’s Royal Lancers                      | Royal Lancers (Queen Elizabeths’ Own) |
| 21st (Empress of India’s) Lancers      | 17th/21st Lancers                          | Queen’s Royal Lancers                      | Royal Lancers (Queen Elizabeths’ Own) |
| 9th (The Queen’s Royal) Lancers        | 9th/12th Royal Lancers (Prince of Wales’s) | 9th/12th Royal Lancers (Prince of Wales’s) | Royal Lancers (Queen Elizabeths’ Own) |
| 12th Royal Lancers (Prince of Wales’s) | 9th/12th Royal Lancers (Prince of Wales’s) | 9th/12th Royal Lancers (Prince of Wales’s) | Royal Lancers (Queen Elizabeths’ Own) |

## Colonels
Colonel-in-Chief des Regiments waren:
- 2015–2022: Queen Elizabeth II.
- seit 2023: Queen Camilla

Colonel of the Regiment waren:
- 2015–2019: Brigadier Andrew Hughes
- 2019–2024: Colonel Richard Charrington[2]
- seit 2024: General Sir James Everard[3]